# Sozialdemokratische Partei Oberwallis
Die Sozialdemokratische Partei Oberwallis (SPO) ist eine politische Partei im deutschsprachigen Teil des Kantons Wallis.
Die SPO ist mit je einem Gemeinderat / einer Gemeinderätin in Lalden, Brig-Glis, Leuk, Naters und Visp vertreten.
Im Grossen Rat Wallis (Kantonsparlament) ist die SPO mit drei Grossrätinnen und drei Suppleantinnen in der Fraktion Parti socialiste – Gauche citoyenne (PS&GC) vertreten.
Im Verfassungsrat Wallis war die SPO mit vier Vertreter:innen in der siebenköpfigen Fraktion ZUKUNFT WALLIS vertreten.

## Parteipräsidenten/-präsidentinnen
| Amtszeit  | Name                            |
| --------- | ------------------------------- |
| 1982–1990 | Willy Jeiziner                  |
| 1990–1993 | Karl Berchtold                  |
| 1993–2000 | Emmy Fux-Summermatter           |
| 2000–2005 | Karl Schmidhalter               |
| 2005–2008 | Susanne Hugo-Lötscher           |
| 2008–2011 | Beat Jost                       |
| 2009–2010 | Stephan Furrer                  |
| 2010–2018 | Doris Schmidhalter-Näfen        |
| 2017–2020 | Gilbert Truffer                 |
| 2021–2023 | Claudia Alpiger + Rainer Oggier |
| 2023      | Claudia Alpiger                 |

## Fraktionspräsidenten/-präsidentinnen
| Amtszeit  | Name                  |
| --------- | --------------------- |
| 1989–1997 | Thomas Burgener       |
| 1997–1999 | Peter Jossen          |
| 1999–2001 | Edgar Salzmann        |
| 2001–2005 | Susanne Hugo-Lötscher |
| 2005–2009 | German Eyer           |

## Abgeordnete im Grossen Rat
Die Anzahl der SPO-Grossräte/-Grossrätinnen im Verhältnis zur Sitzzahl des Oberwallis.
| Legislatur | Sitze    |
| ---------- | -------- |
| 1985–1989  | 2 von 41 |
| 1989–1993  | 4 von 41 |
| 1993–1997  | 4 von 40 |
| 1997–2001  | 5 von 40 |
| 2001–2005  | 4 von 40 |
| 2005–2009  | 4 von 39 |
| 2009–2013  | 4 von 39 |
| 2013–2017  | 4 von 38 |
| 2017–2021  | 4 von 34 |
| 2021–2025  | 3 von 33 |